# Dražen Petrovi-basketbalhal

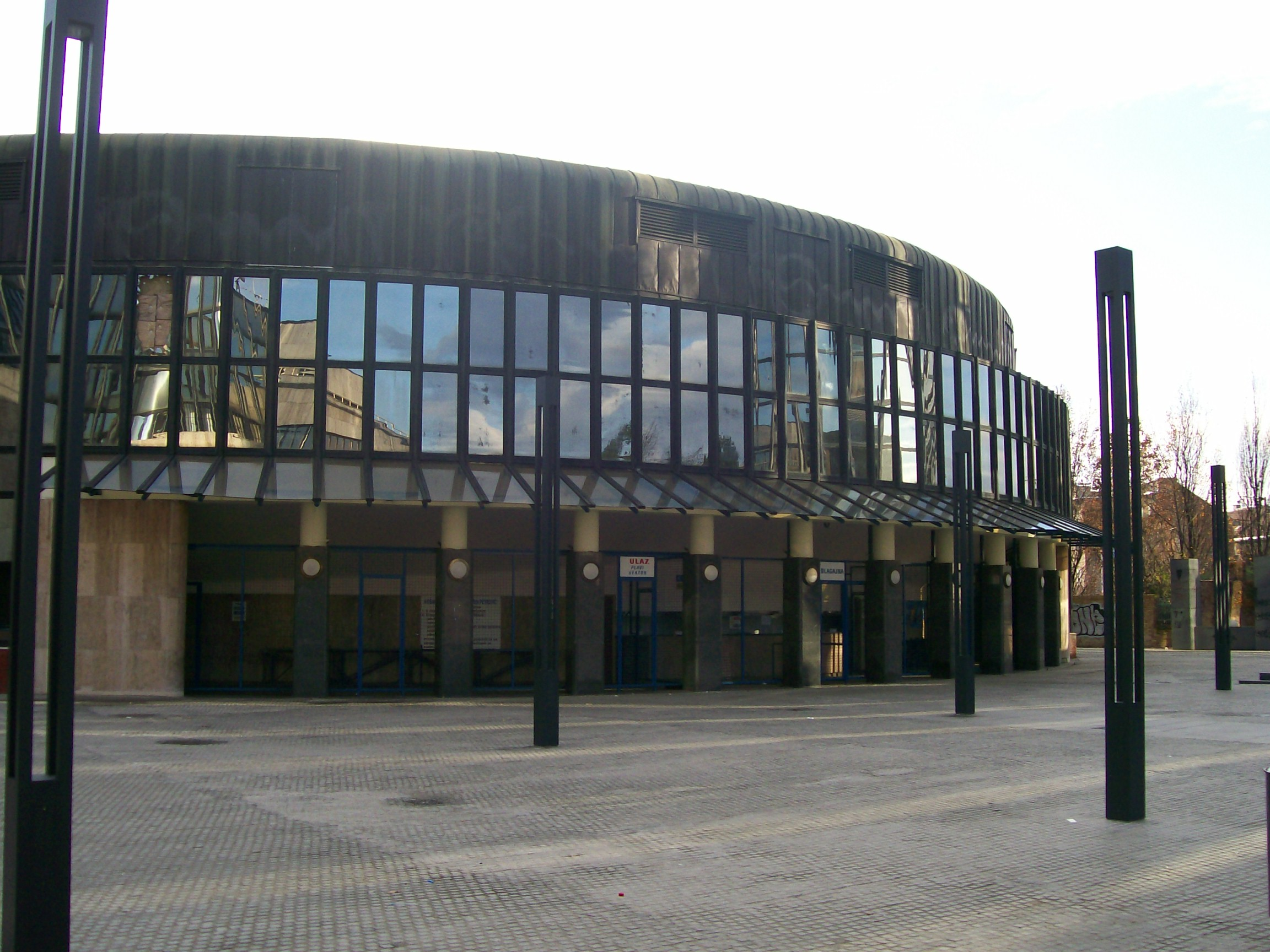
Dražen Petrović Basketbalhal

De Dražen Petrović Basketbalhal (Kroatisch: Košarkaški centar Dražen Petrović of Dvorana Dražen Petrović) is een basketbalarena in de Kroatische hoofdstad Zagreb. Zij dient als de thuisarena van de basketbalclub KK Cibona Zagreb.
De arena werd in 1987 gebouwd en stond bekend als het Cibona sportcentrum. In 1993 werd het arena vernoemd naar de NBA speler Dražen Petrović, een voormalige ster van Cibona. Hij was eerder dat jaar omgekomen bij een auto-ongeluk.
Het arena biedt plaats voor 5400 mensen.